# Vichtenaar
Vichtenaar is een Belgisch bier. Het wordt gebrouwen door Brouwerij Verhaeghe te Vichte.
Vichtenaar is een oud bruin, of correcter West-Vlaams roodbruin bier van hoge gisting met een alcoholpercentage van 5,1%. Het heeft een densiteit van 13,4° Plato. Het water voor het bier wordt opgepompt uit een put van 172 meter diep. Na de hoofdgisting en een tweede lagering rijpt het bier nog gedurende 8 maanden op eiken vaten. Het eikenhout zorgt voor de fruitige smaak.
Vichtenaar is een van de twee West-Vlaamse roodbruine bieren van brouwerij Verhaeghe die door het Vlaams Centrum voor Agro- en Visserijmarketing (VLAM) erkend zijn als streekproduct. (Het andere is Duchesse de Bourgogne.)